# Shingo Katayama

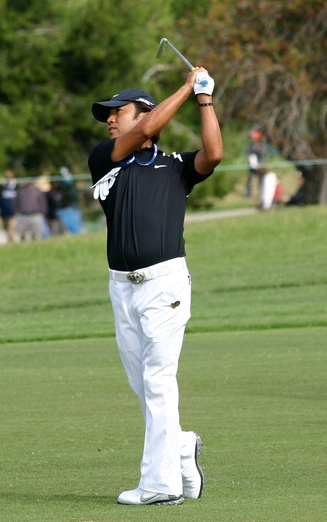

Shingo Katayama (Japans: 片山 晋呉, Katayama Shingo) (Chikusei, 1 maart 1973) is een professioneel golfer uit Japan.
Katayama werd in 1995 professional en stond op de eerste plaats van de Japan Golf Tour in 2000, 2004, 2005, 2006 en 2008. Hij heeft daar 28 overwinningen op zijn naam staan.
In 2001 bereikte hij een mooi resultaat tijdens het PGA Kampioenschap in de Verenigde Staten. Tijdens de derde ronde speelde hij met David Toms, die het toernooi de volgende dag won. Zelf eindigde hij op de vierde plaats.
Katayama heeft in de top-30 van de wereldranglijst gestaan.

## Gewonnen
- 1998: Sanko Grand Summer Championship
- 1999: JCB Classic Sendai
- 2000: Asia Pacific Open Golf Championship Kirin Open, Munsingwear Open KSB Cup, Dunlop Phoenix Tournament, Golf Nippon Series JT Cup, Fancl Open in Okinawa
- 2001: Token Corporation Cup, Asia Pacific Open Golf Championship Kirin Open, Suntory Open
- 2002: Suntory Open, Golf Nippon Series JT Cup
- 2003: Japan PGA Championship, ABC Championship
- 2004: The Crowns, Woodone Open Hiroshima
- 2005: Japan Open, ABC Championship
- 2006: The Crowns, Fujisankei Classic, ABC Championship
- 2007: UBS Japan Golf Tour Championship Shishido Hills, Bridgestone Open
- 2008: Japan PGA Championship, Japan Open, Mitsui Sumitomo VISA Taiheiyo Masters